# Ceryx melanora
Ceryx melanora är en fjärilsart som beskrevs av Edward Meyrick 1886. Ceryx melanora ingår i släktet Ceryx och familjen björnspinnare. Inga underarter finns listade i Catalogue of Life.